# Râul Valea Mărului, Prahova (Sinaia)
Râul Valea Mărului, Prahova (Sinaia) este un curs de apă, afluent al râului Prahova în aval de orașul Sinaia. 

## Generalități
Râul Valea Mărului, Prahova (Sinaia) nu are afluenți semnificativi.

## Hărți
- Harta Munții Baiului  Arhivat în 15 iunie 2011, la Wayback Machine.
- Harta județului Prahova
- Munții Bucegi  Arhivat în 28 mai 2008, la Wayback Machine.

Format:Bazinul Ialomița
Format:Sub-bazinul Prahova